# Zadvorsko
Zadvorsko is een plaats in de gemeente Zagreb in de Kroatische provincie Stad Zagreb. De plaats telt 1.160 inwoners (2001).